# Kirchspiel Ochtrup
Kirchspiel Ochtrup war bis 1890 eine Gemeinde im Kreis Steinfurt in der damaligen Provinz Westfalen. Ihr Gebiet gehört heute zur Stadt Ochtrup im Kreis Steinfurt in Nordrhein-Westfalen. Die Gemeinde war eine der im Münsterland mehrfach vorkommenden „Kirchspielgemeinden“, die das bäuerliche Umland eines Kirchorts umfassten.

## Geografie

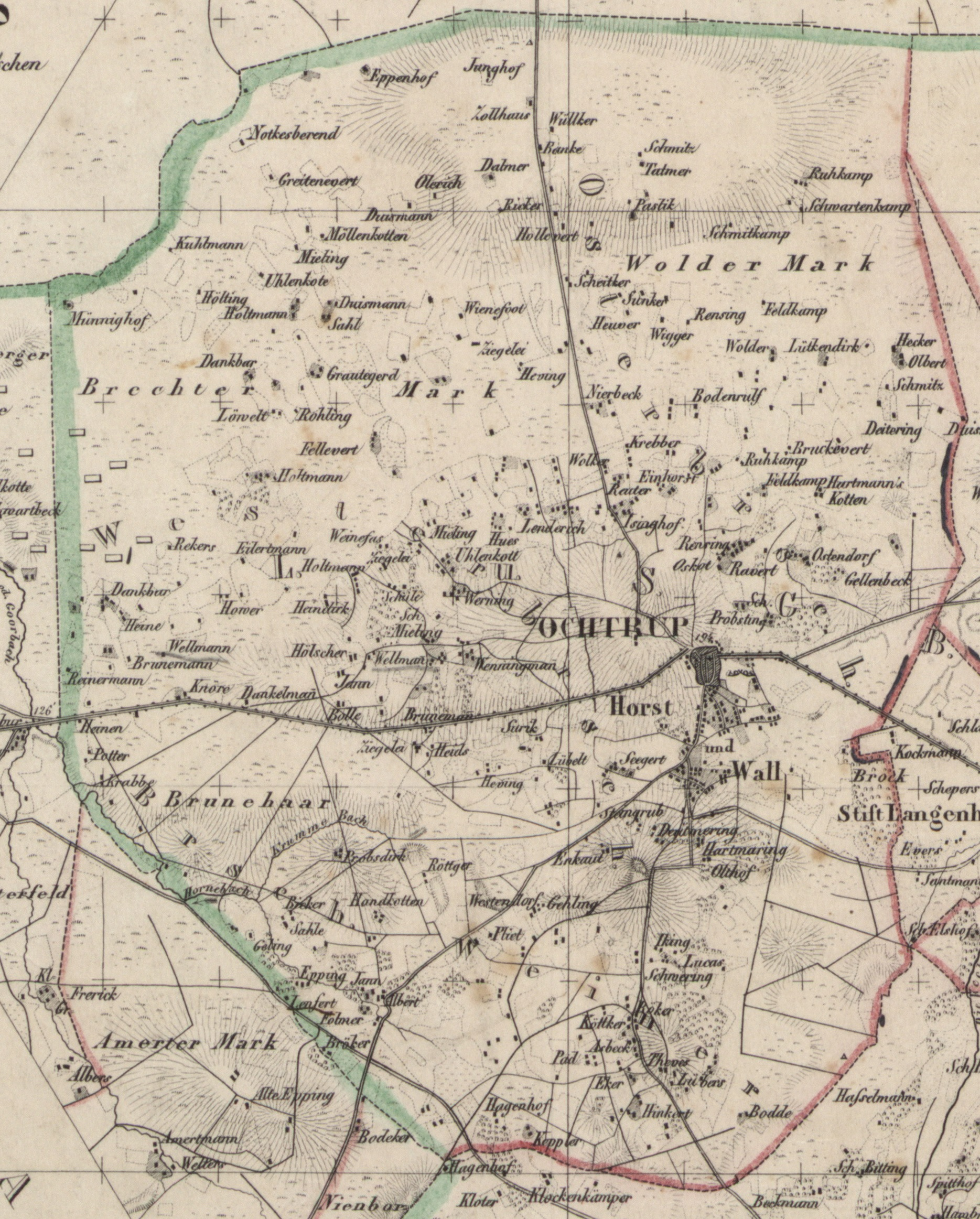
Wigbold und Kirchspiel Ochtrup mit den zugehörigen Bauerschaften und Vorstädten

Die Gemeinde Kirchspiel Ochtrup umschloss das Wigbold Ochtrup und besaß eine Fläche von 81 km². Zu ihr gehörten die Osterbauerschaft, die Westerbauerschaft und die Weinerbauerschaft sowie die Ochtruper Vorstädte Horst und Wall.

## Geschichte
Das Gebiet der Gemeinde gehörte nach der Napoleonischen Zeit zunächst zur Bürgermeisterei Ochtrup im 1816 gegründeten Kreis Steinfurt. Mit der Einführung der Westfälischen Landgemeindeordnung wurde 1844 aus der Bürgermeisterei Ochtrup das Amt Ochtrup, zu dem das Wigbold Ochtrup sowie die Gemeinden Kirchspiel Ochtrup (seinerzeit auch Außengemeinde Ochtrup genannt), Langenhorst und Welbergen gehörten. Durch Gesetz vom 14. April 1890 wurden Wigbold und Kirchspiel Ochtrup zur Gemeinde Ochtrup mit Wirkung ab dem 1. Oktober 1890 zusammengeschlossen.

## Einwohnerentwicklung
| Jahr | Einwohner | Quelle |
| ---- | --------- | ------ |
| 1832 | 3194      | [ 5 ]  |
| 1858 | 3428      | [ 6 ]  |
| 1871 | 3283      | [ 1 ]  |
| 1885 | 4355      | [ 7 ]  |